# Пуэбло-Нуэво (муниципалитет Дуранго)
Пуэбло-Нуэво (исп. Pueblo Nuevo) — муниципалитет в Мексике, штат Дуранго, с административным центром в городе Эль-Сальто. Численность населения, по данным переписи 2010 года, составила 49162 человека.

## Общие сведения
Название Пуэбло-Нуэво с испанского переводится как новое поселение.
Площадь муниципалитета равна 6944 км², что составляет 5,63 % от площади штата. Он граничит с другими муниципалитетами Дуранго: на севере с Сан-Димасом и Дуранго, на востоке с Мескиталем, а также с другими штатами Мексики: на юге с Наяритом, и на западе с Синалоа.

## Учреждение и состав
Муниципалитет был образован 1917 году, в его состав входит 302 населённых пункта, самые крупные из которых:
| Код INEGI | Населённый пункт                                                           | Численность населения (2005 год) | Численность населения (2010 год) |
| 023       | Всего                                                                      | 47 104                           | 49 162                           |
| 0001      | Эль-Сальто (исп. El Salto) (административный центр)                        | 21 793                           | 24 241                           |
| 0024      | Ла-Сьюдад (исп. La Ciudad)                                                 | 2560                             | 2609                             |
| 0075      | Сан-Бернардино-де-Мильпильяс-Чико (исп. San Bernardino de Milpillas Chico) | 1092                             | 1296                             |
| 0077      | Сан-Херонимо (исп. San Jerónimo)                                           | 906                              | 915                              |
| 0055      | Эль-Миль-Диэс (исп. El Mil Diez)                                           | 728                              | 896                              |
| 0054      | Меса-де-Сан-Педро (исп. Mesa de San Pedro)                                 | 615                              | 771                              |
| 0689      | Эстасьон-Койотес (исп. Estación Coyotes)                                   | 593                              | 668                              |
| 0056      | Льяно-Гранде-де-Мильпильяс-Чико (исп. Llano Grande de Milpillas Chico)     | 497                              | 627                              |
| 0051      | Сан-Франсиско-де-Лахас (исп. San Francisco de Lajas)                       | 340                              | 610                              |
| 0064      | Ла-Пенья (исп. La Peña)                                                    | 827                              | 601                              |
| 0034      | Чавариа-Нуэво (исп. Chavarría Nuevo)                                       | 359                              | 506                              |

## Экономическая деятельность
По статистическим данным 2000 года, работоспособное население занято по секторам экономики в следующих пропорциях: сельское хозяйство, скотоводство и рыбная ловля — 17 %, промышленность и строительство — 35,7 %, сфера обслуживания и туризма — 45,6 %.

## Инфраструктура
По статистическим данным 2010 года, инфраструктура развита следующим образом:
- электрификация: 81,4 %;
- водоснабжение: 80,6 %;
- водоотведение: 61,5 %.

## Туризм
Основными достопримечательностями муниципалитета являются:
- приход Непорочного зачатия, построенный в XIX веке;
- природный парк Мексикильо[исп.].